# Urbanizare

Peisaj urban în București

Urbanizarea este o tendință a marilor orașe de a îngloba, treptat, așezările din jur, inclusiv alte orașe, formând mari concentrări urbane datorită creșterii populației și a teritoriului, dezvoltării activităților economice și de altă natură. Pe continentul european se află în această situație aproape toate capitalele și orașele mari. Există și concentrări de orașe cum ar fi: Randstad Holland, Rin-Ruhr, Katowice. 
În prezent, cele mai mari orașe europene sunt: Moscova, Londra, Paris, Milano, Sankt Petersburg, Berlin, Madrid, Atena etc. 
La acestea se adaugă cele trei mari concentrări urbane menționate mai sus și orașul Istanbul, situat, în principal, în partea europeană a Turciei.

## Migrația
Cum din ce în ce mai multă lume părăsește satele și se mută la oraș, apare creșterea urbană. Creșterea rapidă a unor orașe precum Chicago la sfârșitul secolului al XIX-lea, Tokio în mijlocul secolului XX și Mumbai în secolul XXI poate fi atribuită în mod special migrației rural-urban. Acest tip de creștere este comun, în special țărilor în dezvoltare. Această creștere fenomenală poate fi de asemenea atribuită mirajului nu numai al oportunităților economice, dar și al pierderii sau degradării terenurilor agricole și a pășunilor, din cauza dezvoltării, poluării, achiziționării terenurilor de diferite companii sau a conflictului, atracției și anonimității plăcerilor hedonistice ale zonelor urbane, apropierii și utilizării transportului în masă, la fel și oportunității afirmării individuale.

## Statistici
Situația în mai 2011:
Aproape 50,5% din populația lumii trăiește în zona urbană, comparativ cu numai 5% în urmă cu doar un secol.
Peste 180 000 de oameni migrează spre orașe în fiecare zi, ei adăugându-se la o populație de 60 de milioane de locuitori pe an care se nasc în zona urbană.
Dacă trendul continuă, populația urbană a planetei va ajunge la 6,3 miliarde de locuitori până în anul 2050, ceea ce va însemna 70% din populația lumii la acea dată.

## Urbanizarea în România
România a atins pragul de urbanizare de 50% în 1985.
În 1989 ajunsese la 53%, însă în ultimii 19 ani ritmul urbanizării a fost înlocuit de fuga la țară sau din țară.
În clasamentul european se evidențiază: Belgia - 97%, Marea Britanie - 90%, Danemarca - 86%, Spania și Franța - 77%, Germania - 75%, Cehia - 73%, Bulgaria - 71%, Italia - 68%, Ungaria - 67%, Polonia - 62%.